# Попшой, Михаил Иванович
Михаил Иванович Попшой (рум. Mihail Popșoi; род. 10 марта 1987, п. Котчиха, Омутнинский район, Кировская область, РСФСР, СССР) — молдавский политический и государственный деятель. Вице-премьер и министр иностранных дел Республики Молдова с 29 января 2024 года. Депутат Парламента Республики Молдова с 24 февраля 2019 по 24 января 2024 года. Вице-председатель Парламента Республики Молдова с 8 июня 2019 по 29 января 2024 года.
Вице-председатель и международный секретарь партии «Действие и солидарность» с 10 сентября 2017 года.

## Биография и образование
После того, как Михаил Попшой окончил лицей «Штефан Водэ» в Вадул луй Водэ в 2006 году, он продолжил обучение на факультете международных отношений в Государственном университете Молдовы в Кишинёве и получил высшее образование в 2009 году.
В течение второго учебного года (2007—2008) он получил грант Erasmus Mundus от Европейской комиссии и учился в Ближневосточном техническом университете в Анкаре, Турция. Далее продолжил обучение по программе магистратуры в Государственном университете Молдовы по американистике.
В 2014 году Попшой получил стипендию магистратуры в Европейском союзе, где изучал государственную политику в Центрально-Европейском университете (2014—2015) в Будапеште, Венгрия, и в Йоркском университете (2015—2016 годы), Великобритания.
После окончания магистратуры он продолжил обучение политологии в Миланском Университете, где занимался исследованиями проблем демократической консолидации и разрыва между европеизацией и демократизацией в Грузии, Молдове и Украине.

## Профессиональная деятельность
Михаил Попшой начал свою карьеру в качестве менеджера программ в Центре информации и документации НАТО в Республике Молдова в 2009 году. Год спустя он работал в политическом и экономическом отделе посольства США в Молдове Архивная копия от 22 июля 2019 на Wayback Machine и в течение четырёх лет проводил внутренний политический анализ. В его портфолио входило отслеживание и изучение законодательного процесса, отношения с политическими партиями регионально ориентированное на АТО Гагаузия. В качестве политического аналитика он получил более глубокое понимание политических процессов и принятия решений в Республике Молдова в течение 2010—2014 годов.
В 2014 году Михаил Попшой уехал за границу для дальнейшего обучения в аспирантуре, что позволило ему стать внештатным консультантом по государственной политике и политическим рискам. В период с 2014 по 2019 год. Он предоставил аналитические комментарии и провёл исследования по Республике Молдова и более широкому региону для таких организаций как IHS Inc., NewsBase Ltd., Джеймстаунского фонда, Американского института предпринимательства, Института внешней политики, Chatham House, Global Focus, Konrad Adenauer Foundation, Фонд Фридриха Эберта и Ассоциация внешней политики Республики Молдова и др.
Попшой вошёл в политику в сентябре 2017 года, когда был избран вице-председателем партии «Действие и солидарность». Он отвечал за Международные отношения, работая в качестве международного секретаря. Стал депутатом после выборов в Парламент Республики Молдова 24 февраля 2019 года. Занял 8-е место в списке избирательного блока ACUM, хотя, фактически был избран в одномандатном округе № 32, который охватывал пригород Кишинёва. Выиграл с 9865 голосами (37,03%) против пяти противников, включая экс-генерального примара (мэра) Кишинёва (Дорин Киртоакэ) и мэра коммуны Будешть (Нина Костюк). 8 июня 2019 года был избран заместителем председателя парламента Республики Молдова.
В качестве заместителя председателя парламента отвечал за координацию деятельности четырёх постоянных комитетов: Юридического комитета, Назначений и иммунитетов, Комитета по правам человека и межэтническим отношениям, Комитета по национальной безопасности, обороне и общественному порядку, Комитета по внешней политике и Европейская интеграция, членом которой является Михаил Попшой. Попшой является членом нескольких парламентских делегаций, в том числе в Парламентской ассамблее Совета Европы, Парламентской ассамблее Евронест и Комитете парламентской ассоциации ЕС-Молдова. Последняя делегация была создана в 2015 году после подписания Соглашения об ассоциации между ЕС и Молдовой. Сопредседателями делегации являются Михаил Попшой и депутат Европейского парламента. Они вместе председательствуют на двухгодичных заседаниях совместного комитета парламентской ассоциации ЕС-Молдова. Михаил Попшой также является председателем Парламентской группы дружбы при Конгрессе США и заместителем председателя Парламентской группы дружбы при Государственной думе Российской Федерации. Он также является членом Парламентских групп дружбы с Румынией, Украиной, Грузией, Японией, Китаем, Францией, Германией, Швецией и Нидерландами и другими.

## Другая деятельность
10 сентября 2017 года Конгресс партии «Действие и солидарность» Республики Молдова избрал Михаила Попшой вице-председателем партии.
Михай Попшой является членом Ассоциации внешней политики Республики Молдова.
Попшой свободно владеет румынским, английским и русским языками.

## Публикации
За время своей профессиональной карьеры Михаил Попшой опубликовал несколько аналитических материалов и исследований. Большинство его публикаций и сообщений в блоге можно найти на его личном веб-сайте.
1. Moldova Cannot Own its Future unless it Breaks with its Past, Slovakia, October, 2014.
2. The ‘billion dollar protests’ in Moldova are threatening the survival of the country’s political elite, London-Chisinau, 2015.
3. EU Draws Transnistria Closer to Avoid Looming Instability, The Jamestown Foundation, Washington DC, USA, 2015.
4. Moldova’s Great Disillusionment. New Eastern Europe Magazine, Krakow, Poland, 2016.
5. How international media failed Moldova’s protesters, United Kingdom, 2016.
6. Talk of Reunification Opens Risks and Opportunities for Protest-Ridden Moldova, The Jamestown Foundation, Washington DC, USA, 2016.
7. Controversial Ruling by Moldova’s Constitutional Court Reintroduces Direct Presidential Elections, The Jamestown Foundation, Washington DC, USA, 2016.
8. Transnistria Moves Toward Russia Despite Talk of Rapprochement with Moldova, The Jamestown Foundation, Washington DC, USA, 2016.
9. Moldova’s Reintegration Policy: Challenging the Status Quo. Book chapter,  IOS Press. The Netherlands, 2016.
10. Our man in Moldova,  United Kingdom, 2016.
11. Moldova Torn between Past and Future Ahead of Presidential Run-offs, Philadelphia, USA, 2016.
12. Why Did a Pro-Russian Candidate Win the Presidency in Moldova?, Philadelphia, USA, 2016.
13. Moldovan President Igor Dodon Suspended by the Constitutional Court, The Jamestown Foundation, Washington DC, USA, 2016.
14. Avenues of Russian Military Intervention in Moldova, Washington, USA, 2018.
15. Avenues of Russian Political Intervention in Moldova. Washington, USA, 2018.
16. Moldova’s Political Vulnerabilities at Systemic, Institutional and Individual Levels, Romania, 2018.
17. Moldova’s Societal Vulnerabilities: How Foreign Actors Shape ‘Captive’ Identities, Romania, 2018.
18. State of Play Ahead of Moldova’s Parliamentary Elections, The Jamestown Foundation, Washington DC, USA, 2018.

## Личная жизнь
В 2006 году Михаил Попшой встретился с Екатериной Валку и женился в 2009 году. Имеют сына Ион, родившийся в 2013 году. Согласно отчётам о доходах, Михаилу Попшой принадлежит две квартиры в Кишинёве площадью 29,5 кв. и 65,6 кв. и земельный участок в Вадул луй Водэ 0,12 га. Семья Попшой также владеет Toyota Corolla 2004 года, купленной в 2014 году.